# Nathan Haas
Nathan Haas (* 12. März 1989 in Brisbane) ist ein ehemaliger australischer Radrennfahrer.
Nathan Haas begann seine internationale Karriere 2010 bei dem australischen Continental Team Genesys Wealth Advisers. In seinem ersten Jahr dort gewann er mit dem Team das Mannschaftszeitfahren bei der Tour of Tasmania und er war alleine bei der neunten Etappe in Penguin erfolgreich. In der Saison 2011 gewann Haas bei der Ozeanienmeisterschaft die Silbermedaille im Straßenrennen der U23-Klasse und gewann den Japan-Cup.
2012 gewann Haas mit dem Team von Garmin-Sharp das Mannschaftszeitfahren der Tour of Utah. Jeweils 2011 und 2014 entschied er eine Etappe der Herald Sun Tour, 2014 zudem den Japan Cup. 2016 gewann er die Bergwertung der Tour de Yorkshire sowie eine Etappe der Burgos-Rundfahrt. Im Jahr darauf belegte er bei der australischen Straßenmeisterschaft Rang drei. 2018 gewann er eine Etappe und die Punktewertung der Oman-Rundfahrt.
Haas beendete seine Sportkarriere nach Ende der Saison 2021.

## Erfolge
2011
- Ozeanienmeisterschaft – Straßenrennen (U23)
- Gesamtwertung Herald Sun Tour
- Japan Cup

2012
- Mannschaftszeitfahren Tour of Utah
- Gesamtwertung Tour of Britain

2014
- eine Etappe Herald Sun Tour
- Japan Cup

2016
- Bergwertung Tour de Yorkshire
- eine Etappe Burgos-Rundfahrt

2017
- Australische Meisterschaft – Straßenrennen

2018
- eine Etappe und Punktewertung Oman-Rundfahrt

## Grand-Tour-Platzierungen
| Grand Tour            | 2013 | 2014 | 2015 | 2016 | 2017 | 2018 | 2019 | 2020 | 2021 |
| --------------------- | ---- | ---- | ---- | ---- | ---- | ---- | ---- | ---- | ---- |
| Giro d’ItaliaGiro     | DNF  | 104  | –    | –    | DNF  | –    | –    | 119  | –    |
| Tour de FranceTour    | –    | –    | DNF  | –    | –    | –    | –    | –    | –    |
| Vuelta a EspañaVuelta | –    | 143  | –    | DNF  | –    | –    | –    | –    | –    |

## Teams
- 2010–2011 Genesys Wealth Advisers
- 2012–2015 Garmin Sharp / Team Cannondale-Garmin
- 2016–2017 Team Dimension Data
- 2018–2019 Team Katusha Alpecin
- 2020–2021 Cofidis